# Bevil Rudd
Bevil Gordon D'Urban Rudd, född 6 oktober 1895 i Kimberley i Kapkolonin, död 2 februari 1948 i Kimberley i Sydafrika, var en sydafrikansk friidrottare.
Rudd blev olympisk mästare på 400 meter vid sommarspelen 1920 i Antwerpen.